# (11480) Великий Устюг
(11480) Великий Устюг (лат. Velikij Ustyug) — типичный астероид главного пояса, открыт 7 сентября 1986 года советским астрономом Людмилой Черных в Крымской астрофизической обсерватории и 1 мая 2003 года назван в честь города Великого Устюга.

## Обнаружение и именование
(11480) Великий Устюг
Открыт 7 сентября 1986 года в Крымской астрофизической обсерватории Л. И. Черных.
Великий Устюг — небольшой город на севере Вологодской области в России. Основанный в 1207 году, Великий Устюг был важным культурным центром Древней Руси и сыграл важную роль в культурном развитии северных земель и Сибири.
Оригинальный текст (англ.)11480 Velikij Ustyug
Discovered 1986 Sept. 7 by L. I. Chernykh at the Crimean Astrophysical Observatory.
Velikij Ustyug is small town in the northern Vologda region in Russia. Founded in 1207, Velikij Ustyug was an important center of culture in old Russia and played an important role in the cultural development of the North lands and Siberia.
Источники: 20030501/MPCPages.arc; M.P.C. 48392.

## Орбита

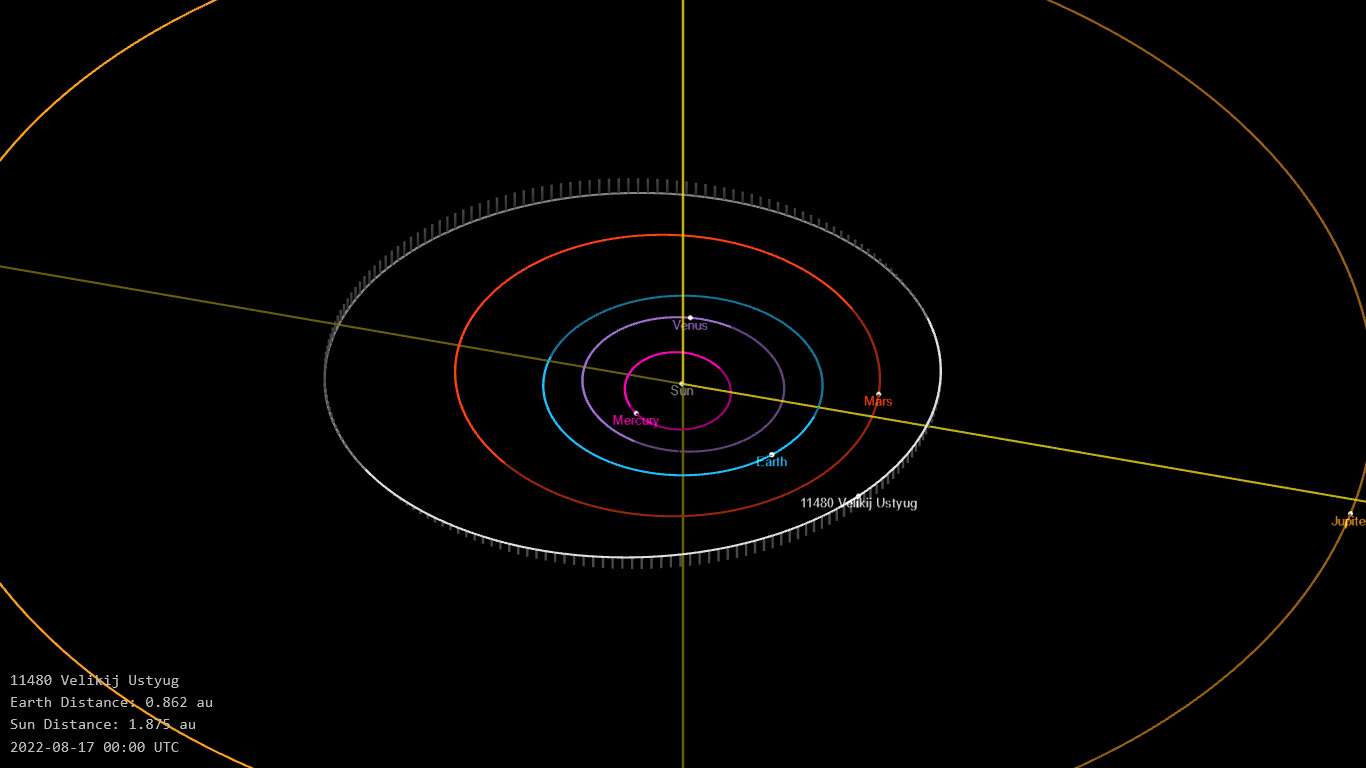
Орбита астероида Великий Устюг и его положение в Солнечной системе

## Физические характеристики
Астероид относится к таксономическому классу S.
По результатам наблюдений системы телескопов панорамного обзора и быстрого реагирования Pan-STARRS и наблюдений системы последнего оповещения о столкновении астероида с Землей ATLAS абсолютная звёздная величина астероида сначала оценивалась равной 14,90±0,21m, позже — 14,38±0,069m и 14,09±0,100m.